# 出生順序和男性性傾向關係
兄弟出生順序和男性的性取向有關，是美國性學專家雷·布蘭查德（Ray Blanchard）所發表的一個理論，也可稱之為兄弟出生順序效應。雷的研究結果稱男性的同母兄長越多，他是同性戀的可能性越高。據估計15%的男同性戀人口與出生順序有關。在1958年時，就有研究稱男同性戀比男異性戀有更多兄弟，該研究在1962年公佈細節。1996年，據雷·布蘭查德（Ray Blanchard）和安東尼·博加特（Anthony Bogaert）的研究，男同性戀和其兄長有關而和姐妹無關。他們還發現每多一位兄長，男同性戀的可能性就增加33%。該現象在不同國家均有發現。據2015年的一項匯總分析發現，之前的對於男性同性戀原因的研究中，只有兄弟出生順序與男性性取向有可靠相關。